# Fatjon Bytyçi
Fatjon Bytyçi (født 28. maj 1994 i Kukës, Albanien) er en albansk fodboldspiller, der spiller for FK Kamza i den albanske Kategoria Superiore. Han spiller primært i angrebet.